# خورخي دي اوليفيرا
خورخي دي اوليفيرا (بالإسبانية: Jorge De Olivera)‏ (21 أغسطس 1982 ببوساداس، ميسيونيس في الأرجنتين - ) هو لاعب كرة قدم أرجنتيني في مركز حراسة المرمى. لعب مع أوليمبو ونادي أتليتيكو كولون ونادي راسينغ ونويفا شيكاجو وGuaraní Antonio Franco ‏ وروبيو نيو ‏ ونادي كوبريلوا ونادي أتليتيكو ألدوسيفي.

## روابط خارجية
- خورخي دي اوليفيرا على موقع إي إس بي إن إف سي (الإنجليزية)
- خورخي دي اوليفيرا على موقع قاعدة بيانات كرة القدم.إي يو (الإنجليزية)
- خورخي دي اوليفيرا على موقع Soccerway.com (الإنجليزية)
- خورخي دي اوليفيرا على موقع AS.com (الإسبانية)